# 自打球
自打球（じだきゅう）とは、野球における俗語。打球が、まだバッタースボックスを出ていない打者自身の身体に触れた場合に「（打者が）自打球に当たる」の形で用いられる。その打球そのものを自打球と呼ぶ場合もある。
打者が自打球に触れた場合、その打球はファウルボールになる。ただし、打者に打球の進路を妨害する意志がなかったと審判員が判断した場合に限られる（妨害の意志があったと判断された場合は、打者にアウトが宣告される）。
自打球が当たる場所の多くは、打者が打席に立って構えた時の、投手向きの脚や足である（左打者であれば右足、右打者であれば左足）。バットに触れた直後の打球には相当の勢いがあるため、これに当たると骨折などの重大な怪我の原因ともなる。怪我を防ぐために、打者は自打球を受けやすい足にレガースを着けて打席に立つことがある（自打球による怪我のリスクを背負ってでもバッティングスタイルを貫くために着けない選手もいる）。

## 事例
- 1983年5月29日、阪急ブレーブス対ロッテオリオンズ（阪急西宮球場） - 阪急の弓岡敬二郎がバントを試みるも、その打球が左頬を直撃した。
- 1991年7月24日、オールスターゲーム第2戦（広島市民球場） - 12回表のパシフィック・リーグ（パ・リーグ）の攻撃で、西武ライオンズの秋山幸二が右目に自打球を当て負傷退場。パ・リーグは既に野手を使い果たしていたため、近鉄バファローズの野茂英雄（本来は投手）がオリックス・ブルーウェーブのヘルメットを被って秋山の代打として出場し、1球だけ打席に立った（結果は三振。ただし、この場合は既に2ストライクだったため、野茂でなく秋山に三振が記録される。野茂には打席も打数も記録されない）。
- 1999年7月10日、読売ジャイアンツ（巨人）対広島東洋カープ（東京ドーム） - 巨人の後藤孝志が3球連続して自打球を当てた。
- 2000年8月10日、中日ドラゴンズ対広島（ナゴヤドーム） - 広島の瀬戸輝信がバントを試みるが、その打球が顔面を直撃し出血、そのまま交代した。
- 2006年4月1日、ヤクルトスワローズ対阪神タイガース（明治神宮野球場） - 1回表、打席に立った阪神の藤本敦士がヤクルトの藤井秀悟が投じた5球目を打つが、その打球が地面でバウンドしてから目に直撃。関本健太郎が藤本の代打に起用された。藤本は守備に就くことなく試合を退いたことになる。
- 2009年6月13日、千葉ロッテマリーンズ対阪神（千葉マリンスタジアム） - 7回表、阪神のクレイグ・ブラゼルが右膝・左膝・右足首と3球連続で自打球を当てたが、その次の球を本塁打にした[1]。
- 2010年4月9日、ロッテ対埼玉西武ライオンズ（千葉マリンスタジアム） - 1回裏、この試合にロッテの指名打者として先発出場した福浦和也が自打球のため負傷し、代打として起用された神戸拓光が本塁打を打った（本来ならば先発出場の指名打者は対戦相手の先発投手が退くか、または第1打席を完了しなければ交代できないが、特例で代打が認められた）。
- 2025年4月2日、ヤクルト対広島（神宮） - 延長10回表、広島の二俣翔一がバントを試みるが、ファウルチップが顔面を直撃し、負傷交代となった[2]。二俣は上下の前歯を8本損傷、一部は歯髄から脱臼している歯もあった[3]。また、口内を裂傷しており8針縫った[3]。